# 二硼化铪
二硼化铪是一种无机化合物，为铪的一种硼化物，化学式 HfB2。其它铪的硼化物包括HfB和HfB12。

## 制备
二硼化铪可以由二氧化铪、碳和三氧化二硼或碳化硼反应而成。它也可以由四氯化铪、三氯化硼和氢气在2000 °C以上反应而成，或是铪和硼直接反应而成。
{\displaystyle {\ce {HfO2 + B2O3 + 5 C -> HfB2 + 5 CO}}}

## 性质
二硼化铪是一种不溶于水的灰色固体。它会和氢氟酸反应，但在室温下对几乎可以抵御所有的试剂。它在超过1500 °C的温度下才能被氧化。二硼化铪是六方晶系的，空间群 P6/mmm (No. 191)。